# Giuramento del pavone
Il Giuramento del pavone è un poema cavalleresco scritto da Jacques de Longuyon tra il 1312 e il 1313 su commissione di Thiébaut de Bar, vescovo di Liegi, cui è attribuito il ruolo principale nel poema dopo l'imperatore.
Il poema, scritto verso la fine del regno di Filippo il Bello, nasce con l'intento di colmare lacune nella vita di Alessandro Magno, del cui Romanzo dovrebbe costituire l'interpolazione, ma risente anche dei cambiamenti sociopolitici contemporanei all'autore. I versi di portata epica concentrano l'attenzione sui protagonisti, pur narrando gesta collettive. Il gioco della guerra viene reso simbolicamente con una partita a scacchi fra Clarus e la bella Fézonie, durante l'assedio di Ephézon.
L'opera ha ottenuto grande successo nell'Europa occidentale fino alla fine del Medioevo, generando traduzioni, continuazioni, riscritture e imitazioni. Ha anche marcato profondamente l'immaginario cavalleresco con l'introduzione del motivo letterario e artistico dei Nove Prodi e rendendo popolare il rituale dei voti su di un uccello, la cui manifestazione più eclatante sarà Il voto del fagiano del 1454, tradotto in italiano con Festa del fagiano.